# Galliate
Galliate es una localidad y comune italiana de la provincia de Novara, región de Piamonte, con 15.124 habitantes.

## Personalidades destacadas
- Achille Varzi (1904-1948), piloto de automovilismo de los años 30 y 40.
- Massimo Maccarone (1979), exfutbolista y entrenador.
- Lena Biolcati (1960), cantante.
- Fausto Lena (1933-2013), exfutbolista.
- Gabriele Moroni (1987), escalador.

## Evolución demográfica
| Gráfica de evolución demográfica de Galliate entre 1861 y 2001 |
|                                                                |
| Fuente ISTAT - elaboración gráfica de Wikipedia                |